# Sousedská hlídka
Sousedská hlídka (anglicky: The Watch) je americký filmová komedie z roku 2012 režiséra Akivy Schaffera, v němž ztvárnil hlavní roli Ben Stiller

## Děj
V tomto filmu Ben Stiller hraje aktivního obyvatele města Evana, který založí vlastní doobranu. Přidají se k němu další hlavní postavy. Jeden člen této hlídky Jamarcus bere tuto činnost jako zábavu. Ale vše zkomplikuje příjezd mimozemských návštěvníků.